# Katalin Kovács
Katalin Kovács, född den 29 februari 1976 i Budapest, Ungern, är en ungersk kanotist.
Hon tog OS-silver i K-2 500 meter och OS-guld i K-4 500 meter i samband med de olympiska kanottävlingarna 2012 i London.
Hon har fått utmärkelsen "Årets ungerska kanotist" tio gånger, åren 1999-2003 och 2005-2009.